# Средний Двор (Ленинградская область)
Средний Двор — деревня в Алёховщинском сельском поселении Лодейнопольского района Ленинградской области.

## История
В конце XIX — начале XX века деревня административно относилась к Красноборской волости 2-го стана 2-го земского участка Тихвинского уезда Новгородской губернии.

СРЕДНИЙ ДВОР (ЧАЙНИЦЫ) — деревня Чайницкого сельского общества, число дворов — 25, число домов — 27, число жителей: 61 м. п., 61 ж. п.; 

Занятие жителей — земледелие. (1910 год)

С 1917 по 1918 год деревня входила в состав Красноборского сельсовета Тихвинского уезда Новгородской губернии.
С 1918 года в составе Череповецкой губернии.
С 1927 года в составе Тервеничского сельсовета Оятского района. В 1927 году население деревни составляло 125 человек.
Согласно карте Ленинградской области Северо-западного аэрогеодезического треста ГГУ издания 1932 года на месте современных деревень Путиловец и Средний Двор находилась деревня Чайницы, которая насчитывала 5 крестьянских дворов.
По данным 1933 года деревня Средний Двор входила в состав Тервинского сельсовета Оятского района.

Деревня Средний Двор на карте РККА 1940 года

С 1955 года в составе Лодейнопольского района.
В 1958 году население деревни составляло 38 человек.
По данным 1966, 1973 и 1990 годов деревня Средний Двор входила в состав Тервенического сельсовета.
В 1997 и 2002 годах в деревне Средний Двор Тервенической волости не было постоянного населения.
В 2007, 2010 и 2014 годах в деревне Средний Двор Алёховщинского СП также не было зарегистрировано постоянного населения.

## География
Деревня расположена в восточной части района к северу от автодороги 41К-019 (Явшиницы — Хмелезеро).
Расстояние до административного центра поселения — 20 км.
Расстояние до ближайшей железнодорожной станции Лодейное Поле — 66 км.

## Демография
| 1910 | 1927 | 1958 | 1997 | 2007 | 2010 | 2014 |
| ---- | ---- | ---- | ---- | ---- | ---- | ---- |
| 122  | ↗125 | ↘38  | ↘0   | →0   | →0   | →0   |
| 2015 | 2016 | 2017 |      |      |      |      |
| →0   | →0   | →0   |      |      |      |      |

Согласно данным Всероссийской переписи населения 2021 года в деревне постоянного населения не было.

## Инфраструктура
На 1 января 2014 года в деревне было зарегистрировано частных жилых домов — 7
На 1 января 2015 года в деревне не было постоянного населения.